# Oreste Emanuelli
Oreste Emanuelli (Fontanellato, 18 aprile 1893 – Fidenza, 22 ottobre 1977) è stato un pittore italiano.

## Biografia
Oreste Emanuelli nacque in una famiglia di contadini nella frazione di Priorato del comune di Fontanellato, in provincia di Parma, il 18 aprile 1893. Fin da giovane alternò la sua attività di pittore con il lavoro nei campi trovando il tempo per l'impegno scolastico nei corsi serali della scuola di Borgo San Donnino. Nel 1910 si iscrisse all'istituto di belle arti Paolo Toschi di Parma e frequentò i corsi di Paolo Baratta e Daniele de Strobel. Interruppe gli studi, peraltro saltuari, durante il primo conflitto mondiale per riprenderli successivamente.
Nel 1920 soggiornò a Parigi per studiare l'impressionismo, ma non vi restò a lungo. Tornato a Borgo San Donnino continuò il lavoro di contadino e si dedicò alla pittura paesaggistica, riservò attenzione al ritratto che affrontò in modo molto personale, integrando la figura al paesaggio della sua campagna.
Nel 1931 tenne la sua prima esposizione personale a Milano alla Galleria del Milione. Insieme all'amico e concittadino pittore Ettore Ponzi, partecipò nel 1938 al premio Cremona istituito da Roberto Farinacci.
Nel 1974 donò una raccolta di circa 1.400 opere al comune di Fidenza. Tre anni dopo, il 22 ottobre 1977, morì e fu sepolto a Fornio, frazione di Fidenza.

## Le opere
Le opere donate al comune di Fidenza costituiscono il cosiddetto Fondo Oelli, Oreste Emanuelli si firmava Oelli nei suoi dipinti. La raccolta è conservata in parte nella quadreria Emanuelli all'interno della Biblioteca Michele Leoni. Nel 2008, In occasione dell’anniversario del trentennale della morte di Oreste Emanuelli, hanno avuto luogo alcune esposizioni culminanti in una grande mostra antologica di livello nazionale a cura di Mauro Carrera e Marzio Dall’Acqua.
Alcuni dei suoi paesaggi invernali: Castellina parmense, Ca' de' Lupi, La casa rosa, L'albero dell'impiccato, Valle alta, Quercia solitaria, Madonnina di Cisiolo, Primavera, Veduta di Colorno, Castagni, Castello di Vigoleno, Contadina al lavoro nei campi, Autunno, Ciliegi in fiore, Paesaggio salsese, Tra i pioppi, Panorama di Roncole, La quiete dopo la tempesta, Pugnetolo di Corniglio, Villa Verdi in Sant'Agata, Alba in campagna.